# Xã Hay, Quận Cavalier, Bắc Dakota
Xã Hay (tiếng Anh: Hay Township) là một xã thuộc quận Cavalier, tiểu bang Bắc Dakota, Hoa Kỳ. Năm 2010, dân số của xã này là 35 người.